# Tuuli Tomingas
Tuuli Tomingas, née le 4 janvier 1995 à Talinn, est une biathlète estonienne. 

## Biographie
Tuuli Tomingas participe à sa première compétition internationale avec l'équipe nationale en 2012 à l'occasion des Championnats d'Europe junior. En 2013, elle est déjà considérée comme un grand espoir estonien du fait de ses bons résultats internationaux.
En 2014, elle remporte la médaille d'or du sprint aux Championnats d'Europe junior, après avoir fait ses débuts en IBU Cup. En 2015-2016, elle gagne une manche de la Coupe du monde junior, mais n'obtient plus de résultat significatif jusqu'en 2018, où elle entre dans la Coupe du monde. En janvier 2019, elle marque ses premiers points avec une 31e place au sprint de Ruhpolding. Le mois suivant, elle collectionne deux quatorzièmes places à Salt Lake City avant de se rendre aux Championnats du monde à Östersund, où elle est notamment 25e de l'individuel.
En décembre 2020, après une saison sans marquer de points en Coupe du monde, elle prend la septième place du sprint de Kontiolahti pour son premier top dix.
Lors des championnats du monde 2023 à Oberhof, Tomingas réalise la meilleure performance de sa carrière et de son pays pour les mondiaux, en prenant la 6e place sur l'individuel.
Lors des championnats du monde 2024 à Nové Město, Tomingas réalise avec ses compatriotes Ermits, Külm et Talihärm l'incroyable performance de prendre la quatrième place du relais féminin, seulement dévancées par la France, la Suède et l'Allemagne. Cela permettait d'oublier la sévère disqualification de l'Estonienne lors de l'individuel alors qu'elle avait pris la 11e place.

## Palmarès

### Jeux olympiques
| Édition \ Épreuve | Individuel | Sprint | Poursuite | Mass start | Relais | Relais mixte |
| ----------------- | ---------- | ------ | --------- | ---------- | ------ | ------------ |
| Pékin 2022        | 43e        | 33e    | 49e       | —          | 15e    | 16e          |

Légende : 
- — : non disputée par Tomingas

### Championnats du monde
| Édition / Épreuve       | Individuel | Sprint | Poursuite | Mass start | Relais | Relais mixte | Relais mixte simple |
| ----------------------- | ---------- | ------ | --------- | ---------- | ------ | ------------ | ------------------- |
| Östersund 2019          | 25e        | 50e    | 28e       | —          | 12e    | —            | 11e                 |
| Antholz-Anterselva 2020 | 78e        | 75e    | —         | —          | DSQ    | —            | —                   |
| Pokljuka 2021           | 75e        | 45e    | 59e       | —          | 17e    | 19e          | —                   |
| Oberhof 2023            | 6e         | 40e    | 34e       | 20e        | 10e    | 15e          | 9e                  |
| Nove Mesto 2024         | DSQ        | 24e    | 10e       | 8e         | 4e     | 12e          | —                   |
| Lenzerheide 2025        | 7e         | 32e    | 20e       | 9e         | 10e    | —            | —                   |

Légende : 
- — : non disputée par Tomingas
- DSQ : disqualifiée

### Coupe du monde
- Meilleur classement général : 23e en 2024.
- Meilleur résultat individuel : 6e.

#### Classements en Coupe du monde
| Saison    | Classement général final | Individuel | Sprint | Poursuite | Mass start |
| 2013-2014 | nc                       |            | nc     |           |            |
|           |                          |            |        |           |            |
| 2017-2018 | nc                       | nc         | nc     | nc        |            |
| 2018-2019 | 49e                      | 45e        | 51e    | 47e       |            |
| 2019-2020 | nc                       | nc         | nc     |           |            |
| 2020-2021 | 50e                      | 50e        | 37e    | 69e       | 44e        |
| 2021-2022 | 47e                      | 39e        | 46e    | 46e       |            |
| 2022-2023 | 46e                      | 27e        | 54e    | 62e       | 33e        |
| 2023-2024 | 23e                      | 34e        | 21e    | 22e       | 22e        |

### Championnats d'Europe junior
- Médaille d'or du sprint en 2014.
- Médaille de bronze du relais en 2014.

### Festival olympique de la jeunesse européenne
- Médaille de bronze de l'individuel en 2013.